# Edigeison Gomes
Edigeison Almeida Gomes, mais conhecido por Edy Gomes ou Eddi Gomes (17 de novembro de 1988) é um futebolista guineense que atua como defesa e atualmente defende o Henan Jianye. 
Gomes representou a Dinamarca no Jogos Olímpicos de 2016, realizando 4 jogos no torneio, mas em 2017 optou por representar o seu país natal, fazendo a sua estreia pela Seleção Guineense a 10 de junho contra a Namíbia, em jogo de qualificação para o CAN 2017, marcando um golo.

## Carreira
Ediegerson Gomes fará parte do elenco da Seleção Dinamarquesa de Futebol nas Olimpíadas de 2016, sendo acima da idade olímpica.